# Schilbe bocagii
Schilbe bocagii är en fiskart som först beskrevs av Guimarães, 1884.  Schilbe bocagii ingår i släktet Schilbe och familjen Schilbeidae. IUCN kategoriserar arten globalt som livskraftig. Inga underarter finns listade i Catalogue of Life.